# Pain suisse
Pain suisse, também designado como suisse, pavé suisse, petit pain suisse ou brioche suisse, é um bolo tradicional da culinária da França, do tipo viennoiserie, preparado com massa brioche, apresentando forma retangular. É recheado com pepitas de chocolate e com creme de baunilha.
Existe também uma versão na qual o chocolate é substituído por passas, recebendo o nome de couque suisse aux raisins. Não obstante o nome, este bolo não é oriundo da Suíça, onde é praticamente desconhecido.